# Yevgeni Viktorovich Zubarev
Yevgeni Viktorovich Zubarev (tiếng Nga: Евгений Викторович Зубарев; sinh ngày 2 tháng 2 năm 1967) là một cựu cầu thủ bóng đá Nga.